# رانيل جاياوردينا
رانيل جاياوردينا (مواليد 3 سبتمبر 1986) هو سياسي بريطاني يشغل منصب وزير الدولة لشؤون البيئة والغذاء والشؤون الريفية منذ سبتمبر 2022.